# Rhagodia baccata
Rhagodia baccata är en amarantväxtart som först beskrevs av Jacques-Julien Houtou de La Billardière, och fick sitt nu gällande namn av Horace Bénédict Alfred Moquin-Tandon. Rhagodia baccata ingår i släktet Rhagodia och familjen amarantväxter. Inga underarter finns listade i Catalogue of Life.